# Fortune Feimster
Emily Fortune Feimster (Charlotte, 1 de julio de 1980)es una actriz, comediante y escritora estadounidense. Tras hacer su debut televisivo en la serie de la NBC Last Comic Standing en 2010, interpretó el papel de Colette en The Mindy Project (2015–2017). En julio de 2019 empezó a presentar What a Joke with Papa and Fortune con Tom Papa, espacio en el que entrevista a celebridades de la industria del espectáculo. Otros de sus papeles reconocidos incluyen a Heather en The L Word: Generation Q y a Roo en Fubar.

## Vida personal
Feimster declaró públicamente su lesbianismo en 2005, a los 25 años. En 2016 empezó una relación con la maestra de escuela Jacquelyn Smith, con quien se comprometió en 2018. Ambas poseen propiedades en Los Ángeles y Belmont, Carolina del Norte, y se casaron en una pequeña ceremonia en octubre de 2020.

## Filmografía

### Cine
| Año  | Título                            | Papel      | Notas |
| ---- | --------------------------------- | ---------- | ----- |
| 2013 | The Secret Lives of Dorks         | Conserje   |       |
| 2015 | Life in Color                     | Zoe        |       |
| 2016 | Office Christmas Party            | Lonny      |       |
| 2018 | Social Animals                    | Sarah-Beth |       |
| 2018 | Father of the Year                | Maestra    |       |
| 2018 | The Happytime Murders             | Robin      |       |
| 2020 | Friendsgiving                     | Madre      |       |
| 2020 | Chick Fight                       | Bear       |       |
| 2020 | Soul                              | Jerry D    | Voz   |
| 2021 | Deported                          | Tammy      |       |
| 2021 | Barb and Star Go to Vista Del Mar | Pinky      |       |
| 2021 | Yes Day                           | Jean       |       |
| 2022 | Sex Appeal                        | Suze       |       |
| 2023 | Familia revuelta                  | Coach Kim  |       |
| 2024 | Zootopia 2                        | Nibbles    | Voz   |

### Televisión
| Año       | Título                         | Papel                   | Notas          |
| --------- | ------------------------------ | ----------------------- | -------------- |
| 2010      | Last Comic Standing            | Ella misma              |                |
| 2011–2013 | After Lately                   | Ella misma              |                |
| 2013–2014 | Chelsea Lately                 | Invitada                |                |
| 2014      | 2 Broke Girls                  | Sherlock Mary           |                |
| 2014      | Workaholics                    | Jo                      |                |
| 2014      | Mulaney                        | Mary Jo                 |                |
| 2015      | Glee                           | Butch Melman            |                |
| 2015      | Hot Girls Walk By              | Ruth                    |                |
| 2015      | Married                        |                         |                |
| 2015      | Drunk History                  | Ella misma              |                |
| 2015–2017 | The Mindy Project              | Collette Kimball-Kinney | [ 7 ]          |
| 2016      | Go-Go Boy Interrupted          | Fortune                 | Serie web      |
| 2016      | Chelsea                        | Ann Coulter             |                |
| 2016–2019 | Life in Pieces                 | Dougie                  |                |
| 2017      | RuPaul's Drag Race             | Ella misma              | 1 episodio     |
| 2017      | The Standups                   | Ella misma              | 1 episodio     |
| 2017      | Chelsea                        | Sarah Huckabee Sanders  |                |
| 2018      | Craig of the Creek             | Laura                   | Voz            |
| 2018      | Summer Camp Island             | Ava                     | Voz            |
| 2018      | Champions                      | Ruby                    |                |
| 2018      | Claws                          | Lauren Zorloni          |                |
| 2018      | The Fix                        | Ella misma              |                |
| 2019      | RuPaul's Drag Race             | Ella misma              |                |
| 2019      | The Simpsons                   | Evelyn                  | Voz            |
| 2019      | Sunnyside                      | Michelle Pinholster     |                |
| 2019      | The L Word: Generation Q       | Heather                 |                |
| 2019      | Tales of The City              | Carlin                  |                |
| 2019–2021 | Bless the Harts                | Brenda                  | Voz            |
| 2020      | Sweet and Salty                | Ella misma              |                |
| 2020      | Nailed It!                     | Ella misma              |                |
| 2021      | Kenan                          | Pam Fox                 |                |
| 2021      | The Circle – The After Party   | Ella misma              | Copresentadora |
| 2021      | Q-Force                        | Louisa Deck             | Voz            |
| 2021      | RuPaul's Drag Race All Stars   | Ella misma              |                |
| 2022      | Is It Cake?                    | Ella misma              | Jueza          |
| 2023      | Fortune Feimster: Good Fortune | Ella misma              |                |
| 2023      | Velma                          | Olive                   | Voz            |
| 2023      | FUBAR                          | Ruth/Roo                | [ 8 ]          |